# Comte de Norfolk
Pour les articles homonymes, voir Norfolk.
Le titre de comte de Norfolk a été créé plusieurs fois dans la pairie d'Angleterre. Ce titre est associé au comté de Norfolk.

## Histoire du titre
Le titre de comte d'Est-Anglie remonte à l'époque anglo-saxonne. Son dernier possesseur autochtone fut Gyrth Godwinson, tué à la bataille de Hastings durant la conquête normande de l'Angleterre en 1066. Il fut recréé vers 1067 par Guillaume le Conquérant, probablement avant son retour en Normandie, pour Ralph l'Écuyer, un breton installé en East-Anglie avant la conquête. Son fils Raoul Ier, seigneur de Gaël lui succède vers 1069. Il lui reprit[Quoi ?] en 1075 pour trahison à la suite de la révolte des comtes. 
La première dynastie à avoir porté ce titre est celle des Bigot aux XIIe et XIIIe siècles. Puis plus tard, il a été porté par les Mowbray qui furent aussi ducs de Norfolk. Comme les Bigot étaient descendants par une lignée féminine de Guillaume le Maréchal, ils héritèrent du titre de comte Marshal qui est toujours porté par les ducs de Norfolk aujourd'hui.
À la mort de Roger, en 1306, n'ayant pas de descendance, le titre et les possessions revinrent à la couronne. Le titre fut recréé par Édouard Ier d'Angleterre pour son fils Thomas de Brotherton en 1312. Thomas Mowbray fut fait duc de Norfolk en 1397, et sa grand-mère qui était alors comtesse de Norfolk fut faite aussi duchesse. À la mort de John III Mowbray le 4e duc, en 1476, il n'avait pour seule héritière que Anne, sa fille de 4 ans. Elle hérita donc du titre de comtesse, mais pas de celui de duchesse. Le 15 janvier 1478, à l'âge de 5 ans, celle-ci fut mariée à Richard de Shrewsbury, duc d'York, le fils d'Édouard IV d'Angleterre, lui-même âgé de 4 ans. Ce mariage permit à son père de prendre le contrôle des vastes domaines de sa belle-fille. 
À la mort d'Édouard IV en 1483, et après enquête, il apparut que celui-ci avait contracté un mariage secret avant son mariage officiel, et qu'il était donc bigame, et que par conséquent le nouveau roi Édouard V et son frère Richard de Shrewsbury étaient illégitimes (voir Titulus Regius et Princes de la Tour). C'est donc Richard III qui succéda à Édouard V après qu'il eut été déposé, et celui-ci fit enfermer ses deux neveux dans la tour de Londres « pour leur sécurité » d'où ils ne ressortirent jamais. Le sort qu'ils eurent est totalement inconnu.

## Comte d'East-Anglie (v.1067)
- v. 1067-v.1069 : Ralph l'Écuyer ;
- v. 1069-1075 : Ralph de Gaël († 1097). Son fils.

Titre confisqué pour trahison.

## Deuxième création (1141)
- 1141-1177 : Hugues Bigot (v.1094-1176/77) ;
- 1189-1221 : Roger Bigot († 1221). Fils du précédent ;
- 1221-1225 : Hugues Bigot († 1225). Fils du précédent ;
- 1233-1270 : Roger Bigot († 1270). Fils du précédent ;
- 1270-1306 : Roger Bigot († 1306). Neveu du précédent.

Retour à la couronne.

## Troisième création (1312)
- 1312-1338 : Thomas de Brotherton (1300-1338). Fils de Édouard Ier d'Angleterre ;
- 1338-1399 : Marguerite de Brotherton (1320-1399), comtesse, puis duchesse de Norfolk à vie (1397). Fille du précédent ;
- 1399-1399 : Thomas de Mowbray (1367-1399), 1er duc de Norfolk et comte en 1399, comte de Nottingham. Petit-fils de la précédente ;

Le titre de duc est repris.
- 1399-1405 : Thomas de Mowbray (1385-1405), 4e comte de Norfolk et 2e comte de Nottingham. Fils du précédent ;
- 1405-1432 : John de Mowbray (1392-1432), 5e comte puis 2e duc de Norfolk (à partir de 1425), 3e comte de Nottingham. Frère du précédent ;
- 1432-1461 : John de Mowbray (1415-1461), 3e duc de Norfolk. Fils du précédent ;
- 1461-1476 : John de Mowbray (1444-1476), 4e duc de Norfolk. Fils du précédent ;

duché temporairement inactif en 1476.
- 1476-1481 : Anne de Mowbray (1472-1481), comtesse de Norfolk, duchesse d'York, puis de Norfolk (1481). Fille du précédent.

## Quatrième création (1478)
- 1478-1483 : Richard de Shrewsbury (1473 – 1483?), duc d'York, puis duc de Norfolk. Fils d'Édouard IV d'Angleterre et époux d'Anne de Mowbray.

## Cinquième création (1644)
- 1644-1646 : Thomas Howard (1585-1646), 14e (ou 21e) comte d'Arundel et 4e de Surrey ;
- 1646-1652 : Henry Frederick Howard (1608-1652). Fils du précédent ;
- 1652-1677 : Thomas Howard (1627-1677), comte puis 5e duc de Norfolk (1660). Fils du précédent.

Pour la suite des comtes de Norfolk, voir duc de Norfolk.